# Szeroka Jaworzyńska

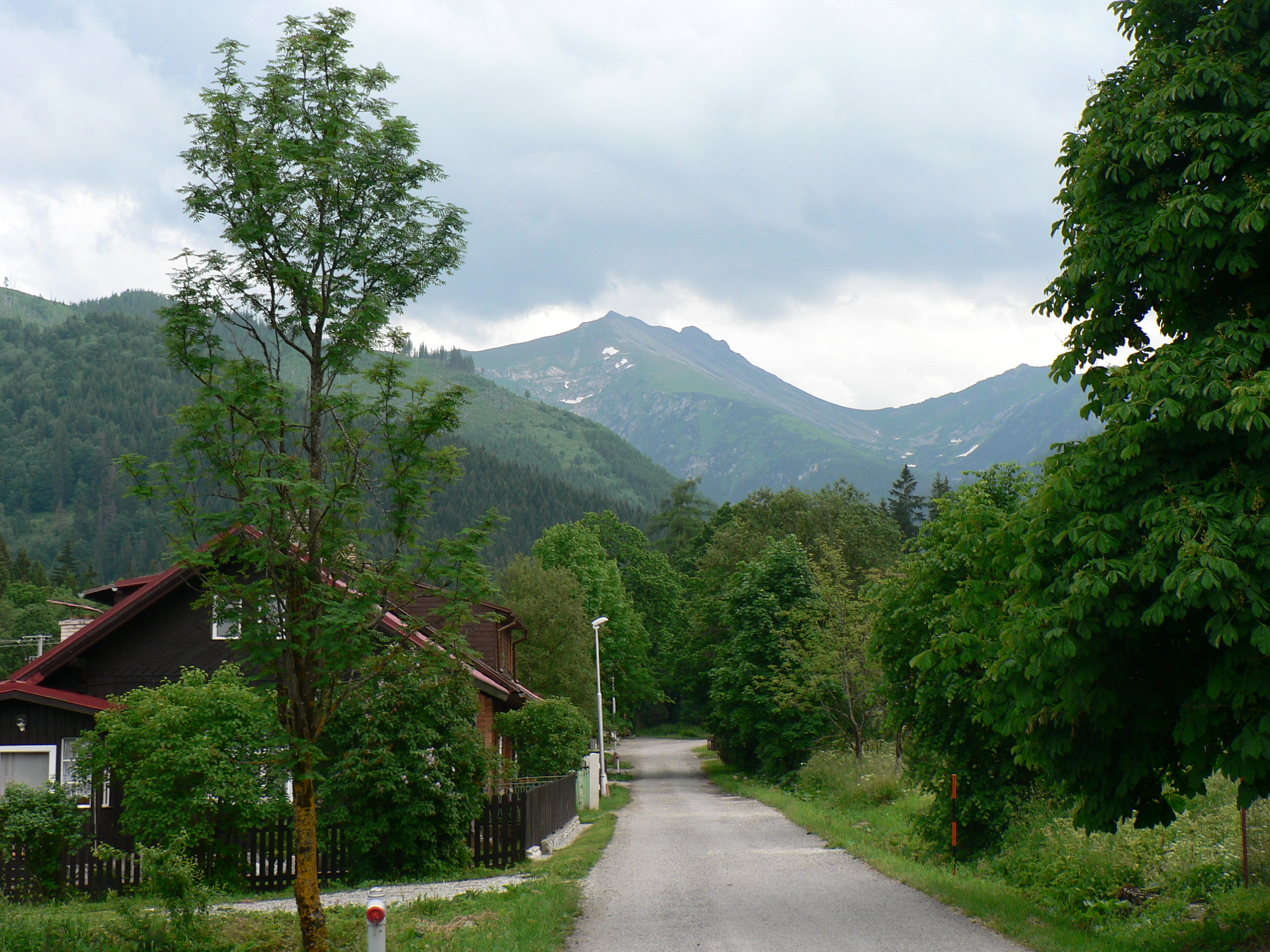
Szeroka Jaworzyńska widziana z Jaworzyny Tatrzańskiej

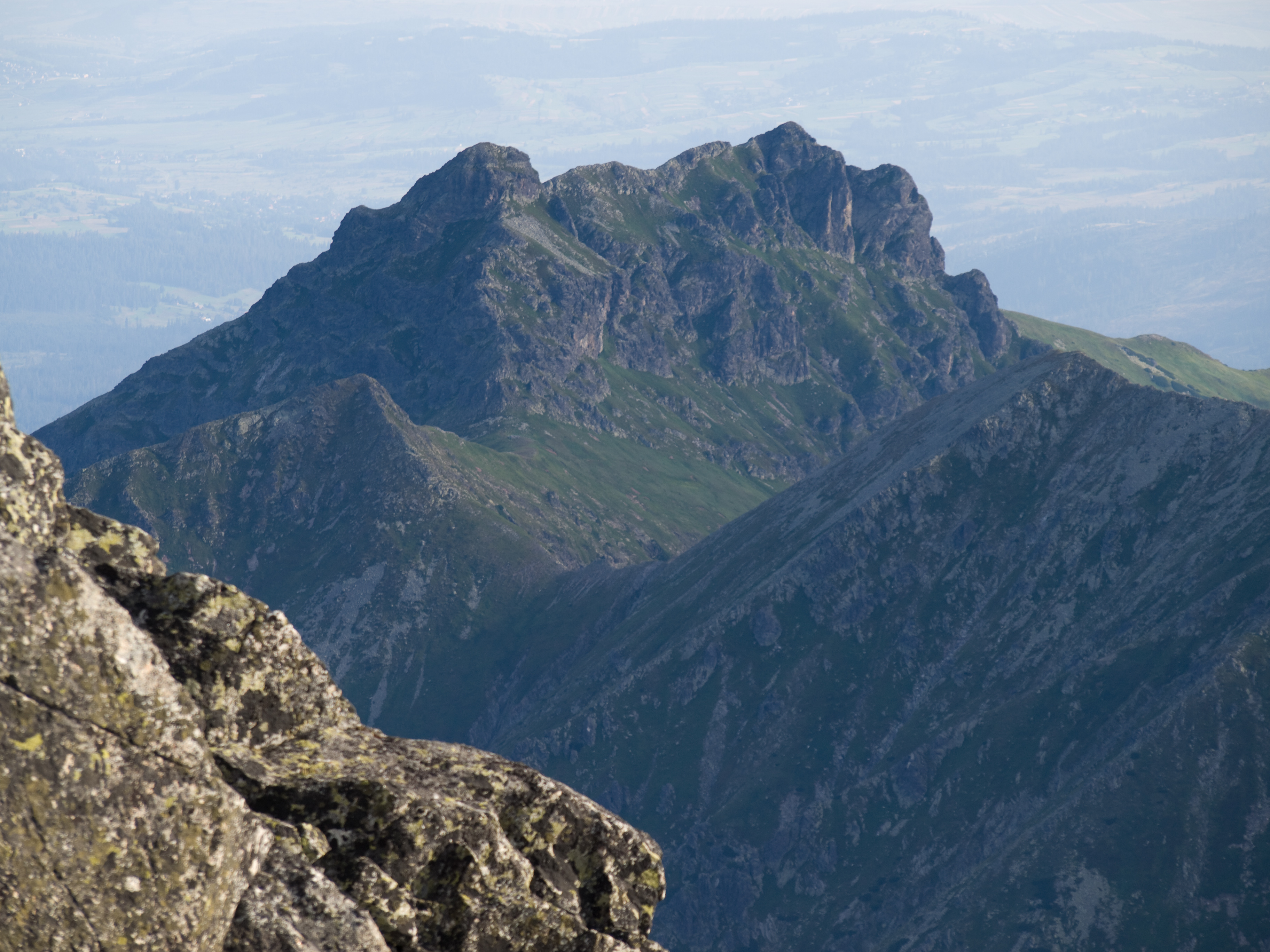
Szeroka Jaworzyńska widziana z Gerlacha

Szeroka Jaworzyńska (słow. Javorinská Široká, Široká, niem. Široka, Siroka, Javoriner Siroka, węg. Siroka) – położony w słowackich Tatrach Wysokich rozłożysty masyw rozdzielający Dolinę Białej Wody (Bielovodská dolina) od Doliny Jaworowej (Javorová dolina), a wliczając przyległe od północy regle – Dolinę Jaworową od całej Doliny Białki. Szeroka Jaworzyńska jest położona w bocznej grani, na północ od Jaworowych Wierchów, łagodniejszej części Jaworowej Grani, oddzielona od nich Szeroką Przełęczą. Kulminacja wznosi się na wysokość 2211 m n.p.m. (według wcześniejszych pomiarów 2210 m). W masyw wcinają się odgałęzienia dolin:
- Dolina Białej Wody – Litworowy Żleb (Litvorový žľab), Dolina Spismichałowa (Špismichalova dolina), dolina Rozpadlina (Rozpadliny),
- Dolina Jaworowa – Dolina Szeroka Jaworzyńska (Široká dolina), Dolina Świstowa Jaworzyńska (dolina Svišťoviek), Świstówka Jaworowa (dolina Javorinka), Dolina Zielona Jaworowa (Zelená Javorová dolina), Dolina Żabia Jaworowa (Žabia Javorová dolina).

W północno-wschodnim ramieniu Szerokiej Jaworzyńskiej znajdują się kolejno:
- Świstowy Kopiniak (2196 m),
- Świstowa Góra (Svišťovky, 2070 m),
- Murowany Koszar (Košiar, 1870 m),
- Sucha Przełęcz Jaworowa (Sedlo pod Košiarom, 1356 m),
- Suchy Wierch Jaworowy (Veľký Baboš, 1523 m),
- Babosia Przełęcz (Babošie sedlo, 1397 m),
- Baboś (Malý Baboš, 1472 m),
- Goły Wierch Jaworowy (Holý vrch, 1390 m).

W ramieniu północno-zachodnim leżą szczyty i przełęcze:
- Niżnia Szeroka Przełęcz (Sedlo pod Zámkami, 1954 m),
- Spismichałowa Czuba (Zámky, 2011 m),
- Spismichałowa Przełęcz (1898 m),
- Horwacki Wierch (Horvátov vrch, 1902 m),
- Przełęcz pod Zadnią Kopą (Močidlá, 1588 m),
- Zadnia Kopa (Zadná kopa, 1670 m),
- Trybska Przełęcz (Tribšské sedlo, 1602 m),
- Golica (Holica, 1629 m),
  - Goły Brzeżek (Holý briežok, 1358 m),
  - Zadnia Cisowa Czuba (Zadná Tisovka, 1371 m),
  - Skrajna Cisowa Czuba (Predná Tisovka, 1370 m),
  - Cisowa Przełęcz (Predné Tisovské sedlo, 1305 m),
  - Czerwona Skałka (Červená skalka, 1382 m),
- Stary Szałas (Starý salaš, 1302 m),
- Karczmarski Wierch (Skalka, 1438 m),
- Gombosia Przełęcz (1167 m),
- Gombosi Wierch (Gombošov vrch, 1195 m).

Masyw powstał przez wypiętrzenie skał osadowych wypełniających tzw. depresję Szerokiej Jaworzyńskiej. Jądro krystaliczne, nasunięte na skały osadowe, tworzy wierzchołek góry. Na dnie Doliny Szerokiej znajduje się jedyne w Tatrach, poza Mokrą Jamą, jeziorko krasowe – Cichy Staw (Tiché pleso), położony na wysokości 1743 m n.p.m.
W masywie znajduje się wiele jaskiń, w tym odkryta w 2004 roku najdłuższa obecnie znana jaskinia Tatr – Cień Księżyca.
Panorama rozciągająca się z masywu była propagowana już w 1844 przez Wilhelma Richtera.
Na szczycie Świstowej Góry okresowo działała kopalnia rudy żelaza (zamknięta w 1852 r.). Od 1887 r. rejon Szerokiej Jaworzyńskiej został objęty prywatną ochroną księcia Christiana Hohenlohego. Obecnie jest to ścisły rezerwat przyrody, niedostępny dla taterników i turystów.
Pierwsze odnotowane wejścia turystyczne:
- letnie: Johann Heinrich Blasius, Gustav Hartlaub, Alexander Keyserling i „strzelcy” jurgowscy, 20 września 1835 r.,
- zimowe: Stefan Komornicki, Józef Lesiecki, A. Loria, Leon Loria, Józef Oppenheim, Mieczysław Świerz, Witold Świerz i trzech towarzyszy, 25 marca 1912 r.[3]